# Paul McNamee
Paul McNamee (ur. 12 listopada 1954 w Melbourne) – australijski tenisista, czołowy deblista świata przełomu lat 70. i 80. XX wieku. Dwa razy wygrywał Wimbledon w deblu, jeden raz w mikście, dwukrotnie zdobywał również deblowe międzynarodowe mistrzostwo Australii. Znaną parę tworzył zwłaszcza ze swoim rodakiem Peterem McNamarą, a uzyskiwane wyniki pozwoliły mu awansować na pozycję lidera światowego rankingu tenisowej gry podwójnej. Dwukrotnie przyczynił się do zdobycia przez Australię Pucharu Davisa.

## Kariera tenisowa
McNamee rozpoczynał treningi tenisowe w Melbourne pod kierunkiem Johna P. Rayana, zdobywając miejsce w krajowej czołówce juniorskiej. W 1973 triumfował w juniorskiej edycji Australian Open. Od 1977 znajdował się w okolicach pierwszej setki rankingu Association of Tennis Professionals (ATP) w grze pojedynczej, by w 1979 awansować na miejsce 65.; jeszcze wyżej znalazł się w klasyfikacji cyklu Grand Prix. Rok później zanotował dalszy awans, co zawdzięczał takim wynikom jak wygrana w Palm Harbor (w finale ze Stanem Smithem), finał w Palermo (w finale z Guillermo Vilasem) czy ćwierćfinał Australian Open i 1/8 finału French Open. W Paryżu wyeliminował wówczas Johna McEnroe (w czterech setach, wszystkich kończonych tie-breakami!), by odpaść z Wojciechem Fibakiem.
Drugie i ostatnie turniejowe zwycięstwo w singlu McNamee odniósł w 1982, w ramach cyklu World Championship Tennis (WCT); w finale w Baltimore pokonał Argentyńczyka Vilasa. Był jeszcze w kolejnych latach czterokrotnie finalistą turniejów w grze pojedynczej, w 1983 w Brisbane i Houston (WCT), w 1986 w Nicei i St. Vincent. W maju 1986 został sklasyfikowany na 24. miejscu w rankingu światowym ATP. Ze startów singlowych McNamee w Wielkim Szlemie na uwagę zasługują Wimbledon 1982, kiedy doszedł do 1/8 finału, ulegając dopiero zmierzającemu po swój drugi tytuł w Londynie Connorsowi, oraz Australian Open w tym samym roku (turniej rozgrywano w terminie grudniowym). McNamee przed własną publicznością osiągnął swój najlepszy występ wielkoszlemowy w grze pojedynczej, dopiero w półfinale ulegając obrońcy tytułu Johanowi Kriekowi.
Miejsce w historii tenisa McNamee zapewnił sobie przede wszystkim jako specjalista gry podwójnej. W latach 1979–1984 wygrał łącznie 23 turnieje, z czego 14 w parze z młodszym o pół roku rodakiem Peterem McNamarą. W 1979 McNamee i McNamara wygrali pięć turniejów, w tym wielkoszlemowe mistrzostwa swojego kraju, pokonując w wyłącznie australijskim finale Cliffa Letchera i Paula Kronka. McNamee wygrał również pięć turniejów w kolejnym sezonie; wprawdzie w dwóch z tych triumfów miał za partnerów innych graczy, ale z McNamarą odniósł zwycięstwo najcenniejsze – na Wimbledonie. Australijczycy pokonali wówczas amerykańskich weteranów Boba Lutza i Stana Smitha 7:6, 6:3, 6:7, 6:4. W US Open McNamee i McNamara osiągnęli półfinał, a w Australian Open ponownie finał, tym razem jednak musieli w decydującym meczu uznać wyższość Marka Edmondsona i Kima Warwicka 5:7, 4:6. W podsumowującym sezon 1980 turnieju Masters Doubles (WCT), który odbył się już na początku kolejnego roku, Australijczycy odnieśli zwycięstwo, w finale pokonując amerykańskich mistrzów z kortów Rolanda Garrosa, słynnych zwłaszcza z potężnego serwisu Victora Amayę i Hanka Pfistera. Ponadto w 1981 McNamee i McNamara wygrali dwa turnieje, byli w finale międzynarodowych mistrzostw Niemiec w Hamburgu, półfinale Wimbledonu (gdzie wzięli na nich rewanż Lutz i Smith) oraz ćwierćfinałach mistrzostw Francji i mistrzostw Australii.
Wyniki z drugiej połowy 1980 i początku kolejnego sezonu pozwoliły Paulowi McNamee awansować na pozycję lidera światowego rankingu gry podwójnej; awans ten miał miejsce w czerwcu 1981. W 1982 para australijska potwierdziła przynależność do ścisłej czołówki, ponownie triumfując na trawiastych kortach Wimbledonu, tym razem w finale pokonując Johna McEnroe i Petera Fleminga 6:3, 6:2. Wygrali też dużą imprezę na kortach ziemnych w Monte Carlo, a McNamee z powodzeniem startował także z innymi partnerami, wygrywając Bournemouth w parze z Brytyjczykiem Busterem Mottramem oraz osiągając finał w Nicei z Węgrem Balázsem Taróczym.
W marcu 1983 gra z innymi partnerami stała się dla McNamee koniecznością, wobec poważnej kontuzji McNamary, która wyłączyła go z aktywności sportowej na około półtora roku. McNamee próbował w 1983 grać m.in. z amerykańskim mistrzem debla Brianem Gottfriedem, z którym wygrał na trawie londyńskiego Queen’s Clubu oraz doszedł do ćwierćfinału Wimbledonu. Z większym powodzeniem grał w parze z rodakami; w grudniu 1983 sięgnął po swój czwarty wielkoszlemowy tytuł, wygrywając Australian Open z Markiem Edmondsonem (w finale pokonali Steve’a Dentona i Sherwooda Stewarta 6:3, 7:6), a w Brisbane wygrał w parze z Patem Cashem. Z tym ostatnim grał regularnie w 1984, co przyniosło trzy wygrane turniejowe oraz finał Wimbledonu, przegrany w pięciu setach (2:6, 7:5, 2:6, 6:3, 3:6) do Johna McEnroe i Petera Fleminga.
McNamara powrócił do tenisa jesienią 1984, odnawiając także współpracę deblową z McNamee; nie przyniosło to już Australijczykom takich sukcesów, jakie odnosili przed kontuzją młodszego z partnerów, ale doszli do kilku finałów turniejowych oraz półfinału Wimbledonu (1985). McNamee grywał też z innymi zawodnikami, m.in. osiągając finał w Rotterdamie z Vitasem Gerulaitisem (1985), żadnego turnieju już jednak nie wygrał. Ze Szwajcarem Heinzem Günthardtem był w półfinale French Open 1986. Karierę zakończył w styczniu 1988, pół roku po McNamarze; przegrał wówczas w singlu w III rundzie (1/16 finału) Australian Open, przeniesionego już na termin styczniowy, ze swoim dawnym partnerem Patem Cashem. Z grą podwójną pożegnał się już wcześniej, we wrześniu 1987 po raz ostatni grając w Wielkim Szlemie (na US Open partnerował mu John Lloyd), a miesiąc później w Sydney po raz ostatni w cyklu Grand Prix (w Sydney miał za partnera rodaka Johna Frawleya). Zawodowe zarobki McNamee przekroczyły milion dolarów, przy czym należy pamiętać, że w czasach jego aktywności zarobki tenisistów były dużo niższe niż na początku XXI wieku, a dodatkowo większość sukcesów Australijczyka wiązała się z gorzej opłacanym deblem.
Piąty tytuł wielkoszlemowy McNamee zdobył w grze mieszanej. W 1985 partnerował na Wimbledonie Martinie Navrátilovej i w finale para ta okazała się lepsza od Australijczyków Johna Fitzgeralda i Elizabeth Smylie 7:5, 4:6, 6:2. Tym samym Paul McNamee ma swój udział w rekordowym osiągnięciu Navratilovej – 20 wimbledońskich tytułach w trzech tenisowych specjalnościach.
McNamee może też pochwalić się zdobyciem Pucharu Davisa. Występował w reprezentacji narodowej w latach 1980–1986, notując bilans 19 wygranych spotkań przy 11 porażkach, z czego 12 wygranych i 6 porażek w grze pojedynczej. W tym okresie Australia sięgała po Puchar Davisa dwukrotnie; w obu finałach rywalami graczy z Antypodów byli Szwedzi i w obu finałach McNamee wystąpił. W 1983 zdobył punkt deblowy, mając za partnera Marka Edmondsona – pokonali Andersa Järryda i Hansa Simonssona. Słabiej McNamee wypadł w finale w 1986, kiedy to w grze pojedynczej uległ zarówno Mikaelowi Pernforsowi, jak i Stefanowi Edbergowi; trofeum dla Australii uratował Pat Cash, który wygrał oba swoje single (w tym Pernforsa pokonując ze stanu 0:2 w setach) i w parze z Fitzgeraldem dołożył punkt deblowy. Niemniej jednak i w 1986 wkład McNamee w końcowy sukces reprezentacji australijskiej był niemały, zdobywał on bowiem punkty we wcześniejszych rundach, pokonując takich rywali jak Nowozelandczyk Chris Lewis czy Amerykanin Brad Gilbert.
McNamee był nieco niższy (ok. 178 cm) od swojego partnera McNamary (ok. 190); obaj praworęczni, dysponowali dobrymi serwisami i skutecznymi wolejami. McNamee u progu kariery grał bekhendem jednoręcznym, dopiero zimą 1979/1980 przestawił się w akademii słynnego Harry’ego Hopmana na uderzenie oburęczne. Australijczycy grali debla w nietypowy sposób: wybierając często niespodziewane rozwiązania akcji, zaskakiwali się nawzajem, zderzali się rakietami, zabierali sobie piłki; charakterystyczne dla nich było przyjmowanie tych nieporozumień z uśmiechem, bez wzajemnych pretensji. Po zakończeniu karier zawodniczych często uczestniczyli w rozgrywkach seniorskich, m.in. byli regularnie zapraszani do turnieju deblowego weteranów na Wimbledonie.
Paul McNamee pozostał po zakończeniu kariery związany z tenisem nie tylko jako uczestnik rozgrywek weteranów; w 1988 działał na rzecz ustanowienia turnieju o charakterze mikstowym – Pucharu Hopmana. Był dyrektorem tego turnieju, a następnie dyrektorem Australian Open; w 2006 przeszedł do kierowania Australian Open w golfie.
W 1987 McNamee był bohaterem festiwalu Moomba w Melbourne. Wybrany został „królem” imprezy, przez co dołączył do takich osobistości, jak włoski śpiewak operowy Tito Gobbi, rosyjski clown Oleg Popow, gubernator Australii Południowej Douglas Nicholls, aktor brytyjski Robert Morley czy ...Myszka Miki.

## Osiągnięcia w turniejach wielkoszlemowych
- Australian Open
  - gra podwójna – wygrane 1979 (z Peterem McNamarą), 1983 (z Markiem Edmondsonem), finał 1980 (z Peterem McNamarą)
- Wimbledon
  - gra podwójna – wygrane 1980, 1982 (oba z Peterem McNamarą), finał 1984 (z Patem Cashem)
  - gra mieszana – wygrana 1985 (z Martiną Navrátilovą)

## Zwycięstwa turniejowe
- gra pojedyncza
  - 1980 Palm Harbor
  - 1982 Baltimore (World Championship Tennis)
- gra podwójna
  - 1979 Australian Open, Kair, Nicea, Palermo, Sydney (wszystkie z Peterem McNamarą)
  - 1980 Sztokholm (z Heinzem Günthardtem), Palm Harbor (z Paulem Kronkiem), Houston, Sydney, Wimbledon (wszystkie z Peterem McNamarą)
  - 1981 Masters Doubles WCT, Stuttgart (korty ziemne), Sydney (wszystkie z Peterem McNamarą)
  - 1982 Monte Carlo, Wimbledon (oba z Peterem McNamarą), Bournemouth (z Busterem Mottramem)
  - 1983 Memphis (z Peterem McNamarą), Brisbane (z Patem Cashem), Australian Open (z Markiem Edmondsonem), Londyn (Queen’s Club, z Brianem Gottfriedem)
  - 1984 Aix-en-Provence, Houston (WCT), Londyn (Queen’s Club, wszystkie z Patem Cashem)
- gra mieszana
  - 1985 Wimbledon (z Martiną Navrátilovą)

## Finały turniejowe
- gra pojedyncza
  - 1980 Palermo
  - 1983 Brisbane, Houston (WCT)
  - 1986 Nicea, St. Vincent
- gra podwójna
  - 1977 Santiago (z Henrym Bunisem)
  - 1980 Bolonia (ze Steve’em Dentonem), Johannesburg (z Heinzem Günthardtem), Australian Open, Forest Hills (WCT, oba z Peterem McNamarą), Londyn (Queen’s Club, z Sherwoodem Stewartem)
  - 1981 Hamburg (z Peterem McNamarą)
  - 1982 Nicea (z Balázsem Taróczym)
  - 1983 Waszyngton (z Ferdi Tayganem)
  - 1984 Wimbledon (z Patem Cashem), Hongkong (z Markiem Edmondsonem)
  - 1985 Rotterdam (z Vitasem Gerulaitisem), Boston (z Peterem McNamarą)
  - 1986 Fort Myers (z Peterem Doohanem), Sydney (hala, z Peterem McNamarą)